# Eragrostis terecaulis
Eragrostis terecaulis är en gräsart som beskrevs av Stephen Andrew Renvoize. Eragrostis terecaulis ingår i släktet kärleksgrässläktet, och familjen gräs.
Artens utbredningsområde är Bolivia. Inga underarter finns listade i Catalogue of Life.